# Гриб, Наталья Валентиновна
Наталья (Наталия) Валентиновна Гриб (род. 16 августа 1999, Бегунь, Овручский район, Житомирская область) — украинская футболистка, нападающая.

## Биография
Первый тренер — Кожан Сергей Васильевич. Взрослую карьеру начала в клубе «Пантеры» (Умань), в 2015 году стала победительницей турнира первой лиги, в победном сезоне забила 5 голов в 5 матчах. В 2016 году принимала участие в играх высшей лиги (3 матча). Признана лучшей молодой футболисткой Украины 2016 года.
В феврале 2017 года перешла в польский клуб «Олимпия» (Щецин), где провела два с половиной сезона. В 2019 году перешла в другой польский клуб — «Гурник» (Ленчна) и в сезоне 2019/20 стала чемпионкой и обладательницей Кубка Польши, а также провела свои первые матчи в еврокубках.
В ноябре 2020 года перешла в российский клуб «Звезда-2005» (Пермь) и до окончания сезона успела сыграть в четырёх матчах. Первый матч в высшей лиге России провела 7 ноября 2020 года против «Локомотива», заменив в перерыве Кристину Хорошеву. По итогам сезона стала бронзовым призёром чемпионата.
Выступала за юниорскую и молодёжную сборную Украины, сыграла не менее 15 матчей в отборочных турнирах первенств Европы. В 2018 году вызывалась в студенческую сборную страны.

## Достижения
- Победительница первой лиги Украины: 2015
- Чемпионка Польши: 2019/20
- Обладательница Кубка Польши: 2019/20
- Бронзовый призёр чемпионата России: 2020